# Рузизи
Рузизи (понякога също изписвана като Русизи) е река, дълга 117 km, която тече от езерото Киву до езерото Танганайка в Централна Африка, спускайки се от около 1500 m до около 770 m надморска височина по цялата си дължина. Най-стръмните наклони се срещат през първите 40 km, където са изградени водноелектрически язовири. По-надолу по течението през равнината Рузизи и дъното на Западната рифтова долина има леки хълмове, а реката се влива в езерото Танганайка през делта, с един или два малки канала, отделящи се от главния канал.
Рузизи е млада река, образувана преди около 10 000 години, когато вулканизмът, свързан с континенталния разрив, е създал планините Вирунга. Планините блокират бившия излаз на езерото Киву към дренажния басейн на Нил и вместо това принуждават езерото да прелее на юг по Рузизи и дренажния басейн на Конго.

## География
Реката води началото си от езерото Киву с надморска височина от 1500 метра и се влива чрез делта в езерото Танганика при надморска височина от 770 метра. Дължината на реката е 117 км. Рузизи е естествена граница между Руанда и Демократична република Конго.
Местните жители вярват, че по бреговете на реката и по северните брегове на Танганика живее крокодила Густав, който тероризира тях и животните им.

## Течение
По горното си течение реката образува част от границата между Руанда на изток и Демократична република Конго (ДРК) на запад. По-надолу по течението, тя представлява част от границата между ДРК и Бурунди, а най-долният й край е изцяло в рамките на Бурунди. На запад планините Физи Барака се извисяват над реката. Мостът на Конкорд, най-дългият мост в Бурунди, пресича реката близо до нейното устие. Притоците на река Рузизи включват Нямагана, Мухира, Кабурантва, Кагунузи, Рубиро, Рухва и други.
Река Рузизи, която тече на юг в езерото Танганайка, е част от горния вододел на река Конго. Британски изследователи от XIX век като Ричард Франсис Бъртън и Джон Хенинг Спик, несигурни за посоката на течението на Рузизи, смятат, че може да тече на север от езерото към Бели Нил. Техните изследвания и последващи изследвания от Дейвид Ливингстън и Хенри Мортън Стенли установяват, че това не е така. Рузизи се влива в езерото Танганайка, което се влива в река Лукуга на около 120 km южно от град Уджиджи. Лукуга се влива на запад в река Луалаба, основен приток на Конго.

## Геология
Рифтингът, бавното отделяне на тектонската плоча, е създал Източноафриканската рифтова система и множеството й басейни и езера. Системата, на границата между Африканската плоча (Нубийската плоча) и Сомалийската плоча, има два клона, като и двата са ориентирани север-юг. Разривът в западния клон, наречен Албертинският разлом, започва преди между 25 и 10 милиона години. Река Рузизи лежи по протежение на западния рифт, който включва от север на юг езерата Алберт, Джордж, Едуард, Киву, Танганайка, Руква, Малави и други.
Издигането, свързано с разрива, променя връзките между водните тела в региона. Преди около 13 000 до 9000 години вулканична дейност блокира бившия излаз на езерото Киву към водосбора на Нил. Вулканизмът създава планини, включително Вирунга, които се издигат между езерото Киву и езерото Едуард на север. Водата от езерото Киву след това продължава течението си на юг по Рузизи. Това от своя страна повишава нивото на езерото Танганайка, което прелява по река Лукуга.

## Водноелектрическа енергия
Водноелектрическата централа Рузизи I е построена на изхода на река Рузизи от езерото Киву през 1958 г. Водноелектрическата централа Рузизи II е построена през 1989 г. Рузизи I и II се управляват от тринационална компания (Бурунди, Руанда и Демократична република Конго), собственост на Икономическата общност на страните от Големите езера. Консорциумът планира още два язовира, Рузизи III и Рузизи IV.
Рузизи I има генериращ капацитет от около 30 мегавата (MW), а Рузизи II около 44 MW. Рузизи III, който ще бъде изграден след другите два, се предвижда да има капацитет от 145 MW, когато започне да функционира около 2027 г. Като част от проекта Рузизи III, Рузизи I и II трябва да бъдат обновени. Ако в крайна сметка бъде построена, Рузизи IV ще бъде разположена между Рузизи II и Рузизи III и се предвижда да работи с повече от 200 MW. На 16 януари 2020 г. Африканската банка за развитие отпуска 8 милиона евро за техническа помощ по водноелектрическия проект Рузизи IV. Очаква се да осигури 287 MW на Демократична република Конго, Руанда и Бурунди.

## Флора и фауна
Тръстиковите блата са често срещани по долното основно течение на реката и нейните притоци. В близост до устието крайречните блата са широки до 3 km. Общата площ на блатата в Бурунди се оценява на 12 000 ha с тръстика с различна височина от 2 до 4 m, в зависимост от степента на наводняване. Жителите използват тръстиката за покриване на слама и други домашни цели. По-нататък от реката голяма част от долната речна долина се състои от пасища и силно пасищни райони от добитък.
Широко рекламиран крокодил-човекояд Густав обикаля бреговете на река Рузизи и северните брегове на езерото Танганайка. Смята се, че Густав, дълъг около 6 m и тежащ около 900 kg, е убил и изял много хора. Във филма, документиращ Густав („Залавянето на убиеца Крок“), разказвачът заявява, че „през 50-те години на миналия век биволи, слонове и обикновени брадавичести прасета обитавали равнината, но те постепенно били унищожени от човека. Единственият оцелял сред големите бозайници е хипопотамът. Те споделят реката, в неспокойно съжителство, с нилски крокодили.“